# 科布多省布尔干机场
科布多省布尔干机场是一座位于蒙古国西部地区科布多省城镇布尔干的机场。机场拥有一条方向为17/35，1,800米 × 40米（5,906英尺 × 131英尺）的草地跑道。布尔干机场是一座军用非全天候机场，无定期的民用航班起降。